# King Chulalongkorn Memorial
King Chulalongkorn Memorial, også kaldet Thailändska paviljongen, er en bygning ved Holmsta gård i Bispgården i Ragunda kommun i Jämtlands län i det nordlige Sverige, opført til minde for den thailandske konge Chulalongkorns besøg på stedet 1897.

## Historie
Kong Chulalongkorn (Rama 5.) besøgte Sverige 1897 efter at være indbudt af kong Oscar 2. for at besøge Stockholmsudstillingen 1897. Kong Oscar 2. ville også vise den thailandske konge andra dele af Sverige og to forslag fremlagdes. Det ene forslag var at rejse til Norrland, og det andet var at rejse sydpå og til Norge. Kong Chulalongkorn valgte Norrlandsrejsen blandt andet fordi tømmer på den tid var Siams største eksportprodukt. Først tog man til Härnösand. Derfra tog man i båd ad Ångermanälven til Sollefteå. I Sollefteå byttede man transportmiddel og tog toget til Bispgården, hvor man indtog måltid. Efter Bispgården tog man atter båd ad Indalsälven til Sundsvall. Til minde om besøget døbtes senere en vej i området til Kung Chulalongkorns väg. 
Det varede til 1992 inden thailænderne "opdagede" vejen. Det var en gruppe thailandske dansere på besøg i kommunen, der hørte om vejens navn. De blev glade over, at kong Chulalongkorn en gang havde været der, og da de kom tilbage til Thailand berettede de om vejen. 
En forening til Chulalongkorns minde dannedes 1993, og man besluttede sig for at begynde en indsamling for at bygge en pavillon. Året efter, i 1994, dannedes på Ragunda kommunes initiativ en komité for at fremme arbejdet. Byggeriet gik i gang i 1997. 
Stedet man havde valgt til bygningen viste sig besværlig, da der var blåler 20 meter nede i jorden. Dog havde thailandske munke allerede velsignet pladsen, så man kunne ikke bytte sted. Man var derfor tvungne at sætte pæle 30 meter ned i jorden for at kunne opføre pavillonen. I 1999 stod bygningen færdig og Ragunda kommune fik pavillonen som gave af Thailands vicepremierminister.